# Punta dels Capellans
El Punta dels Capellans és una muntanya de 293 metres que es troba al municipi de La Pobla de Massaluca, a la comarca de la Terra Alta.